# Peest
Peest (Drents: Peeist) is een esdorp in de gemeente Noordenveld, in de Nederlandse provincie Drenthe. Het is gelegen ten zuidoosten van Norg en ten noordwesten van Zeijen. Het dorp telde per 1 januari 2023 145 inwoners. Tot 1 januari 1998 was Peest onderdeel van de gemeente Norg.
De plaatsnaam is mogelijk afgeleid van het Latijnse (Romeinse) Pastio of Pieste, wat (varkens-)weide betekent. De oudst bekende schriftelijke vermelding van Peest dateert van ca. 1300, maar uit archeologische vondsten mag de conclusie worden getrokken dat de streek al voor de jaartelling bewoond was.

## Historie
Peest behoort tot de oudere dorpen van Drenthe, al tussen 1298 en 1304 komt Peest al voor in de registers van inkomsten die de proosdij van Sint Pieter te Utrecht toebehoren.
Tot circa 1900 stonden de boerderijen allemaal om en in de nabijheid van de Brink, na 1900 heeft het dorp zich aan de westkant richting Norg uitgebreid.

## De Lebbestaok
Waar de Schaapdijk en de Veldweg samen komen, staat de Lebbestaok. Nu staat er tevens een gedenksteen. Vroeger werd deze plek aangegeven door middel van een geschilde jonge eik. Op deze plaats, toen nog woeste heide, zou in het verre verleden (op een kaart uit 1639 staat deze staok reeds vermeld) een dode vrouw zijn gevonden, genaamd 'Lebbe'. De boeren uit Peest wilden niet voor de begrafeniskosten opdraaien en beweerden dat de vrouw niet in hun marke lag. De boeren uit Zeijen waren er stellig van overtuigd dat de vrouw wél in de Peester marke lag. Uiteindelijk hebben de boeren van Zeijen de vrouw begraven onder het beding dat de vindplaats tevens de scheiding werd tussen de beide markes. Het schijnt dat Peest toen heel wat hectares van haar marke is kwijt geraakt.

## Tweede Wereldoorlog
Peest werd in de Tweede Wereldoorlog door de Duitsers gebruikt als strategisch punt. In 1941 werden inwoners van Norg en omgeving gesommeerd mee te werken met de aanleg van een vliegveld. In het drassige gebied, net buiten Peest, werden vier landingsbanen gerealiseerd. Hoewel het vliegveld in Peest lag, was de officiële Nederlandse naam 'Vliegveld Norg'. De Duitsers noemden het 'Fliegerhorst Norg' en de geallieerden 'Aerodrome Norg'. Tevens werd er een waterbekken gegraven in de vorm van een vliegtuig, dat vanuit de lucht goed te herkennen was. Andere bronnen beweren, dat de afgraving de vorm van een hakenkruis moest uitbeelden. Dit waterbekken, Westerveen geheten (in de volksmond ook wel Hitlerring) diende tevens als watervoorziening in geval van brand.
Ten tijde van de oorlog waren er in Peest twee brandweerkazernes. De landingsbanen bleken echter veel te drassig voor vliegtuigen, waardoor het vliegveld slechts eenmaal gebruikt is. Ook was de oorlog al bijna voorbij toen het vliegveld gereed was. Naast het vliegveld en het Westerveen werd tevens een dikke bunker gebouwd. Deze bunker is nog steeds te bezichtigen. Begin 2011 werden de laatste explosieven uit het terrein verwijderd. Sinds 1999 zijn 200.000 stuks munitie verwijderd.